# Zmarli w roku 1813
Lista osób zmarłych w 1813:

## styczeń 1813
- 20 stycznia – Christoph Martin Wieland, niemiecki pisarz[1]

## luty 1813
- 8 lutego – Tadeusz Czacki, polski historyk, działacz społeczny[2]

## kwiecień 1813
- 10 kwietnia – Joseph Louis Lagrange, francuski matematyk i astronom pochodzenia włoskiego[3]
- 28 kwietnia – Michaił Kutuzow, rosyjski feldmarszałek, dowódca armii rosyjskiej w czasie wyprawy Napoleona I na Moskwę 1812[4]

## maj 1813
- 1 maja – Jacques Delille, francuski poeta, tłumacz i wolnomularz[5]

## październik 1813
- 5 października – Tecumseh, wódz indiański z plemienia Szaunisów, zginął w bitwie nad kanadyjską rzeką Thames w Ontario[6]
- 19 października:
  - książę Józef Poniatowski, polski generał, marszałek Francji, poległ w bitwie pod Lipskiem[7]
  - Stanisław Malczewski, polski wojskowy, odznaczony Virtuti Militari oraz Legią Honorową[8]

data dzienna nieznana
- Andreas Jonas Czirbesz, węgierski ewangelicki pastor, historyk i przyrodnik[9]